# اند لوڤ سيد نو : ذا جريتست هيتس 1997-2004
اند لوڤ سيد نو : ذا جريتست هيتس 1997-2004
وهو أول ألبوم لأفضل أغاني هيم، وثاني ألبوم مجمع، ويحتوي على أغنيتان جديدتان وهما : اند لوڤ سيد نو
و نسخة الغلاف لأغنية نيل دايموند (Neil Diamond) واِسمها سوليتري مان ‏. ويحتوي أيضاً على أغنية معاد تسجليها وهي ون لوف اند ديث امبريس، كما تحتوي النسخة البريطانية على أغنية ثانية معاد تسجيلها أيضاً وهي اتس أول تيرز.

## ترتيب الأغاني (النسخة العادية)[3]
1. اند لوڤ سيد نو : ذا جريتست هيتس 1997-2004 – 4:10

Join Me in Death – 3:37.2

Buried Alive By Love – 5:01.3

Heartache Every Moment – 3:56.4

Solitary Man – 3:36.5

ريزربليد رومانس – 4:00.6

لوف ميتال – 4:29.7

ديب شادوز اند بريلينت هايلايتس – 3:59.8

Your Sweet 666 – 3:57.9

ريزربليد رومانس – 4:22.10

ويكد جيم – 4:06.11

The Sacrament – 4:30.12

Close to the Flame – 3:47.13

It's All Tears (Drown in This Love) – 4:30.14

ريزربليد رومانس – 3:51.15

Pretending – 3:41.16

ون لوف اند ديث امبريس – 6:08.17

## روابط خارجية
- اند لوڤ سيد نو : ذا جريتست هيتس 1997-2004 على موقع أول موفي (الإنجليزية)